# Carlos Salem Sola
Carlos Salem Sola (Buenos Aires, 17 de desembre de 1959) és un escriptor argentí.
Viu en Espanya des del 1988, on ha treballat per a publicacions com a El Faro de Ceuta, El Telegrama o El Faro de Melilla.

## Obres

### Novel·les
- Camino de ida (2007, Salto de Página)
- Matar y guardar la ropa (2008, Salto de Página)
- Pero sigo siendo el rey (2009, Salto de Página)
- Cracovia sin ti (2010, Imagine Ediciones)
- Un jamón calibre 45 (2011, RBA)
- El huevo izquierdo del talento (una novela de cerveza-ficción) (2013, ediciones Escalera)
- La maldición del tigre blanco (2013, Edebé)
- Muerto el perro (2014, Navona)
- Un violín con las venas cortadas  (2017, ed. Navona)

### Contes
- Yo también puedo escribir una jodida historia de amor (2008, ediciones Escalera)
- Yo lloré con Terminator 2 (relatos de cerveza-ficción) (2009, ediciones Escalera)

### Poesia
- Si dios me pide un bloody mary (2008, ed. Ya lo dijo Casimiro Parker)
- Orgía de andar por casa (2009, Albatros)
- Memorias circulares del hombre-peonza (2010, ed. Ya lo dijo Casimiro Parker)
- El animal (2013, ed. Ya lo dijo Casimiro Parker)
- Solamente muero los domingos (2018, ed. MueveTuLengua)

### Teatre
- El torturador arrepentido (2011, Talentura)

## Premis
- Memorial Silverio Cañada de la Semana Negra de Gijón
- Premio Novelpol a la mejor novela policial
- Premio internacional Seseña de Novela